# Благодатне (станція, Донецька залізниця)
Благодатне (до 2024 року — Желанна) — проміжна залізнична станція Лиманської дирекції Донецької залізниці.
Розташована в однойменному селищі Покровського району Донецької області на лінії Ясинувата-Пасажирська — Покровськ між станціями Гродівка (10 км) та Очеретине (16 км). Поблизу також розташоване село Сергіївка.

## Історія
Станція виникла під час будівництва Катерининської залізниці у 1883—1884 роках. Станція була названа Желанна, як і сусідній населений пункт (нині село Бажане Покровського району Донецької області). Станом на 1884 рік, станцію прослідував поштовий поїзд № 4/3 Долинська — Ясинувата. На Долинську поїзд від станції Желанна вирушав о 00:01 ночі, на Ясинувату — о 03:18 ночі. Вдень у 1880-ті роки XIX століття через станцію проходили лише вантажні поїзди. Втім, станція Желанна, у порівнянні із сусідніми станціями і роз'їздами, була досить великою, адже обслуговувала значний аграрний район з великим населенням: Гродівка — 10 тис. чоловік, Селидівка — 15 тис. чоловік, Галицинівка — 9 тис. чоловік тощо. То ж не дивно, що в 1890-х роках XIX століття кількість поїздів, які здійснювали зупинки на станції Желанна, зросла до 2-3 на добу, а до 1917 року — до 5-6 на добу.
Стосовно вантажів, по станції Желанна було значним навантаження хліба, а також прийом останнього на довготривале зберігання. До млина Гейнріхса й Андерса в колонії Михайлівка, наприклад, від станції Желанна була прокладена вузькоколійка протяжністю 8,5 верст. Уклало договір на обслуговування станцією товариство «Зерно Сокар». На станції було зведене зерносховище на 70 вагонів.
Відвантажувала станція й гірничозаводські вантажі. У 1900—1901 господарчих роках підприємці Чигринський і Браславський відправили через станцію Желанна вапняк. Селяни Єлизаветівки й Воздвиженівки, наприклад, розробляли кар'єр бутового каміння, який також тяжів до Желанної. Серед відправників Желанної був також завод гончарних труб, до якого від станції, станом на 1917 рік, проклали декілька вузькоколійок загальною протяжністю 8 верст. Завод отримував глину й вугілля (до 700 вагонів на рік) і відправляв труби та іншу продукцію (до 400 вагонів на рік).
Головним гірничозаводським вантажем було вугілля з шахт Гродівки, Селидівки, Курахівки й Іллінки. На сліди старих розробок вугілля в районі Єлизаветівки вказують і радянські джерела. У 1890-х роках XIX століття — на початку ХХ століття вугілля на станцію Желанна відвантажували Белинські, Бертель, Булат, Ведель, Ведемський, Вінокуров, Вульфович, Геккер, Грещай, Зіменс, Зладкін, Златопольський, Іванов, Карпов, Кобецький, Коган, Константиновський, Краков, Крамер, Лопатухін, Любашевський, Маркович, Миргородська, Ноль, Прахій, Процай і Ворозна, Радченко, Соколовський, Томаревський, Фрезе, Фрідман, Шредер, товариство Михайлівських копалень, Новоселидівське селянське товариство, окремі селидівські селяни тощо. На початку ХХ століття станція відвантажувала близько 600 вагонів вугілля на рік, але після 1912 року Желанна не фігурує у статистиці вуглевидобутку, — ані у документах Ради З'їзду гірничопромисловців півдня Росії, ані у документах гірничого управління південної Росії. Втім, станція Желанна вважалася вугленавантажувальною до самої громадянської війни.
Станом на 1902 рік, станція Желанна відправила більше 1 млн пудів різних вантажів, а саме: ячмінь (464 тис. пудів), пшениця (260 тис. пудів), вугілля (214 тис. пудів), борошно (70 тис. пудів), жито (3 тис. пудів), лісові будматеріали (1 тис. пудів). Прибуття вантажів по станції Желанна у 1902 році склало 134 тис. пудів різних вантажів: вугілля (83 тис. пудів), лісові будматеріали (83 тис. пудів), зерно (8 тис. пудів), гас (6 тис. пудів), дрова (1 тис. пудів). Для порівняння: у 1909 році станція Желанна відправила 1,1 млн пудів, а прийняла 502 тис. пудів різних вантажів; у 1911 році — відповідно 1,0 млн і 545 тис. вантажів; у 1913 році — відповідно, 803 тис. і 699 тис. вантажів.
Станом на 1917 рік, колійний розвиток станції Желанна включав у себе 11 колій, з них 2 — головні, 3 — тупикові. Серед споруд: пасажирська будівля, 2 пасажирські платформи, пакгауз, 3 відкриті товарні платформи, водонапірна будівля, вагонні ваги й, звичайно, орендні ділянки під склади вантажів. Штат станційних працівників включав у себе 15 чоловік: 1 начальник станції, 2 помічника начальника, 6 сигналістів, станційний сторож, товарний сторож, сторож з охорони вантажів, касир, переписувач вагонів, вагар.

## Пасажирське сполучення
На станції зупинялися приміські поїзди сполученням Чаплине — Авдіївка та Авдіївка — Покровськ. 
Через військову агресію Росії на сході України транспортне сполучення припинене.

На офіційному сайті Придніпровської залізниці в розкладах руху приміських поїздів ця станція значиться як «Бажана».